# Maria Amalia Habsburg
Maria Amalia Habsburg (ur. 22 października 1701 w Wiedniu, zm. 11 grudnia 1756 w Monachium) – cesarzowa, królowa Czech, księżna Bawarii, córka cesarza Józefa I Habsburga i Wilhelminy Amalii, córki księcia brunszwickiego Jana Fryderyka Welfa.
5 października 1722 r. poślubiła elektora bawarskiego Karola Alberta (6 sierpnia 1697 – 20 stycznia 1745), syna elektora Maksymiliana II Emanuela i Teresy Kunegundy Sobieskiej, córki króla polskiego Jana III Sobieskiego.
Po śmierci w 1740 r. stryja Marii Amalii, cesarza Karola VI, który nie pozostawił po sobie syna, wybuchła tzw. austriacka wojna sukcesyjna. Jedną ze stron walczących o cesarski tron był mąż Marii Amalii Karol Albert. Został on w 1742 roku ostatecznie wybrany cesarzem jako Karol VII Bawarski. W 1742 roku Marię Amalię koronowano na cesarzową. W 1745 roku została wdową i musiała zrzec się korony na rzecz swojej siostry stryjecznej Marii Teresy. Maria Amalia zmarła 11 grudnia 1756 roku.
Maria Amalia słynęła z urody. Jej pasją były polowania i podróże. Musiała jednak znosić liczne romanse męża. Urodziła siedmioro dzieci (z których troje zmarło w dzieciństwie):
- Maksymiliana (ur. i zm. 12 kwietnia 1723)
- Maria Antonina Walpurgis (18 lipca 1724 – 23 kwietnia 1780), poślubiła swojego brata ciotecznego Fryderyka Krystiana Wettyna, późniejszego elektora saskiego
- Teresa Benedykta (6 grudnia 1725 – 29 marca 1743)
- Maksymilian III Józef (28 marca 1727 – 30 grudnia 1777), elektor bawarski
- Józef Ludwik Leon (25 sierpnia 1728 – 2 grudnia 1733)
- Maria Anna (7 sierpnia 1734 – 7 maja 1776), poślubiła Ludwika Jerzego Simperta, margrabiego Baden-Baden
- Maria Józefa Antonina (30 marca 1739 – 28 maja 1767), poślubiła cesarza Józefa II

## Polonica
Rodzoną siostrą Marii Amalii była polska królowa Maria Józefa, żona Augusta III Sasa.
Mąż Marii Amalii Karol VII Bawarski z kolei był wnukiem Jana III Sobieskiego.